# 私色/僕らスタイル
「私色/僕らスタイル」（わたしいろ/ぼくらスタイル）は、日本の歌手・misonoの15作目のシングル。

## 概要
- 前作「うる星やつらのテーマ 〜ラムのラブソング〜/「ミィ」」から2か月ぶりにして、4作連続での両A面シングル。
- 表題1曲目はエムティーアイ『music.jp』のCMソングに、表題2曲目はフジテレビ系列『第25回東日本女子駅伝』のイメージソングに起用された[1]。CMのタイアップは「end=START」以来2作ぶり、フジテレビ系列のタイアップは「?cm」以来3作ぶりとなった。
- ジャケットの異なるCD+DVD規格とCD規格の2形態で発売され、DVDには表題2曲目のミュージック・ビデオと今作のスポットCMが収録された。

## 収録曲
| 全作曲: 広瀬香美。 |                                                 |           |            |            |      |
| #                  | タイトル                                        | 作詞      | 作曲・編曲 | 編曲       | 時間 |
| 1.                 | 「私色」                                        | misono    | 広瀬香美   | 井上慎二郎 | 4:58 |
| 2.                 | 「僕らスタイル」                                | 広瀬香美  | 広瀬香美   | 西川進     | 4:19 |
| 3.                 | 「ゲレンデがとけるほど恋したい」                | 広瀬香美  | 広瀬香美   | 西川進     | 5:09 |
| 4.                 | 「私色 [instrumental]」                         |           | 広瀬香美   | 井上慎二郎 | 4:58 |
| 5.                 | 「僕らスタイル [instrumental]」                 |           | 広瀬香美   | 西川進     | 4:19 |
| 6.                 | 「ゲレンデがとけるほど恋したい [instrumental]」 |           | 広瀬香美   | 西川進     | 5:07 |
| 合計時間:          | 合計時間:                                       | 合計時間: | 合計時間:  | 28:50      |      |

### 解説
1. 私色
自身が思う理想の結婚前の姿を描いた楽曲[1]。
2. 僕らスタイル
前曲と同じメロディを異なるアレンジで制作した楽曲[1]。
3. ゲレンデがとけるほど恋したい
広瀬香美の同名曲のリアレンジカバー[1]。
4. 私色 [instrumental]
表題1曲目のインストゥルメンタルバージョン。
5. 僕らスタイル [instrumental]
表題2曲目のインストゥルメンタルバージョン。
6. ゲレンデがとけるほど恋したい [instrumental]
カップリング曲のインストゥルメンタルバージョン。

## 参加ミュージシャン
- misono：Vocal (#1〜3)

support musician
- 西川進：Guitar (#2,3,5,6)
- 井上慎二郎：Programming & Electric Guitar (#1,4)
- 野村陽一郎：Acoustic Guitar (#1,4)
- 小島剛広：Bass (#2,3,5,6)
- AKIRASTAR：Bass (#1,4)
- 石井悠也：Drums (#2,3,5,6)
- 岩村正：Drums (#1,4)
- 小林哲也：Keyboards (#2,3,5,6)
- 中山信彦：Manipulator (#2,3,5,6)
- ヒナタアヤ：Chorus (#2,3)
- 高木あゆみ：Chorus (#2,3)

## タイアップ
- エムティーアイ『music.jp』CMソング (#1)
- MUSIC ON! TV『MOVIE⭐︎ON!』テーマソング (#1〜3)
- フジテレビ系列スポーツ中継番組『第25回東日本女子駅伝』イメージソング (#2)

## 収録アルバム
- Me (#1)